# Marquard Media
Marquard Media – szwajcarska spółka wydawnicza, właściciel Marquard Media Polska.